# السكرية (منبج)
السكرية بلدة سوريّة تتبع إداريّاً لمحافظة حلب منطقة منبج ناحية مسكنة، بلغ تعداد سكانها 1,696 نسمة حسب التعداد السكاني لعام 2004.